# La ragazza numero 217
La ragazza numero 217 (Человек № 217) è un film del 1944 diretto da Michail Il'ič Romm.